# Магдалена Ольденбурзька
Магдалена Ольденбурзька (нім. Magdalene von Oldenburg, 6 жовтня 1585 — 14 квітня 1657) — графиня Ольденбурзька з дому Ольденбургів, донька графа Ольденбургу Йоганна VII та шварцбурзької графині Єлизавети, дружина князя Ангальт-Цербсту Рудольфа.

## Біографія
Народилась 6 жовтня 1585 року в Ольденбурзі. Була шостою дитиною та четвертою донькою в родині графа Ольденбургу та володаря Єферу Йоганна VII та його дружини Єлизавети Шварцбурзької. Мала старшого брата Антона Ґюнтера та сестер Анну, Єлизавету та Катерину. Ще один брат помер в ранньому віці до її народження.
12 березня 1612 року відбулися заручини Магдалени з князем Ангальт-Цербсту.

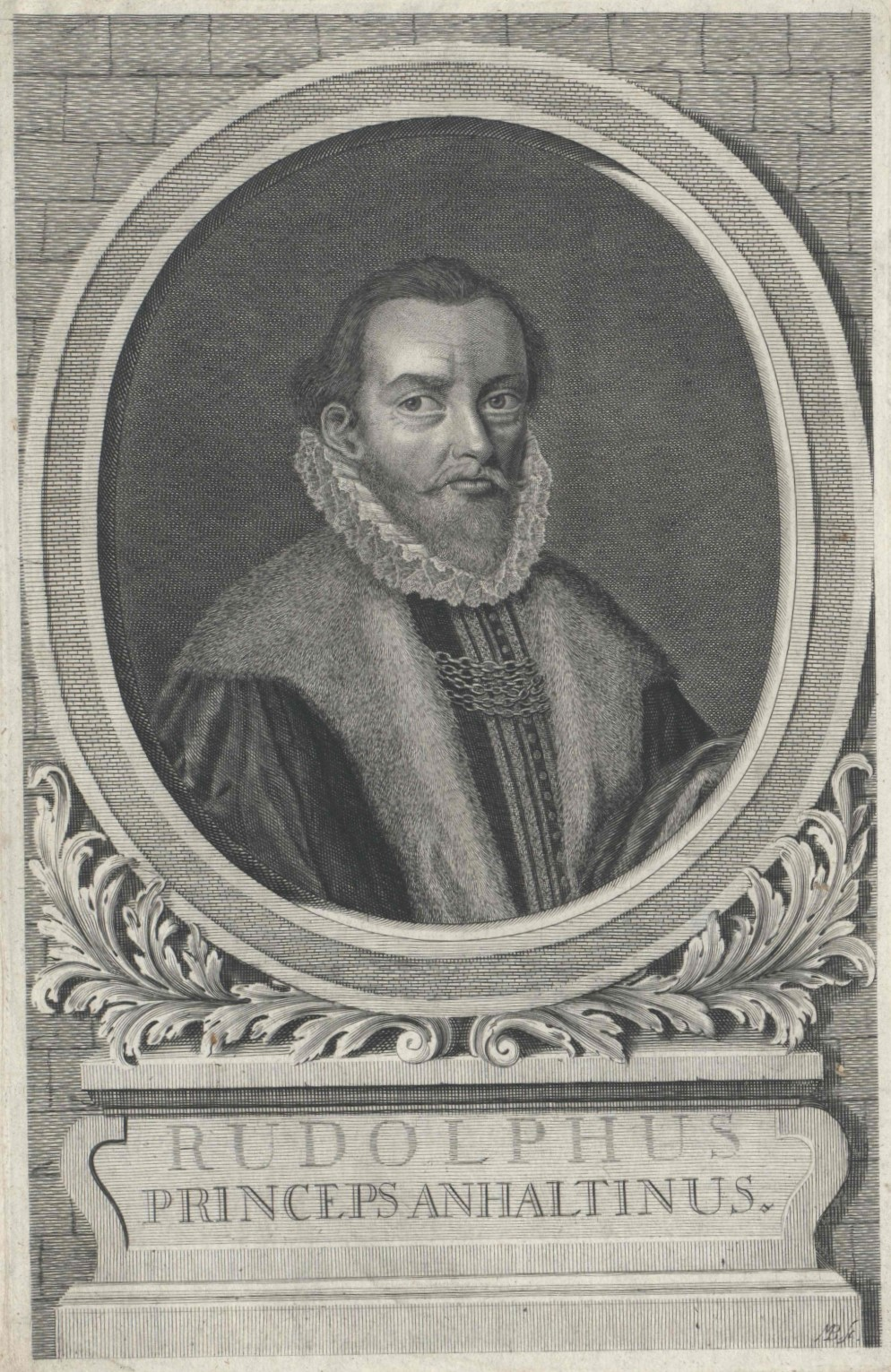
Рудольф Ангальт-Цербстський, гравюра

У 26-річному віці стала дружиною 35-річного удового князя Ангальт-Цербсту Рудольфа. Весілля пройшло 31 серпня 1612 року в Ольденбурзі. Наречений отримав добру освіту, був відомий своїми політичними здібностями. Від першого шлюбу з Доротеєю Ядвіґою Брауншвейзькою мав двох малолітніх доньок. Магдалена отримала великий посаг у розмірі 20 000 талерів готівкою та 5 000 коштовностями, також була включена до батьківського заповіту, що було нетиповим для того часу. Шлюбний договір регулював і питання віри: Рудольф сповідував реформатство, в той час як Магдалена була лютеранкою. За свідченнями літописця Бекманна, наречений зобов'язався не примушувати Магдалену «в питаннях совісті та віри», їй дозволялося також мати власного лютеранського проповідника.
У жовтні пара прибула до Цербсту. У них народилося двоє спільних дітей. Резиденцією сімейства слугував Цербстський замок, в якому тривали оновлення та перебудови. Поруч були розбиті сади та город. На початку 1621 року заклали нову будівлю палацу, але завершена вона була вже після смерті князя, у 1623 році. Оскільки Рудольф віддавав перевагу дуже скромному способу життя, двір обмежувався лише необхідною кількістю слуг.
На початку серпня 1621 року Рудольф захворів. Вирішивши державні справи та склавши заповіт, 19 серпня він попрощався з дружиною, дітьми, радниками та слугами і наступного дня помер. Опікунство над їхнім єдиним сином та доньками було призначене князю Ангальт-Пльоцкау Августу. Магдалена мала йому допомагати «словом і ділом».
Часи Тридцятилітньої війни стали важким випробуванням для княгині. Через погрози вона вимушено залишила Цербст. 1622 року він був захоплений ворожими військами, населення дуже постраждало. Сімейство оселилося у Віттенберзі, де провело кілька років. У 1633 році переїхали до Ольденбургу, який залишався безпечним, бо тримав нейтралітет. Оселилися в місцевому замку.

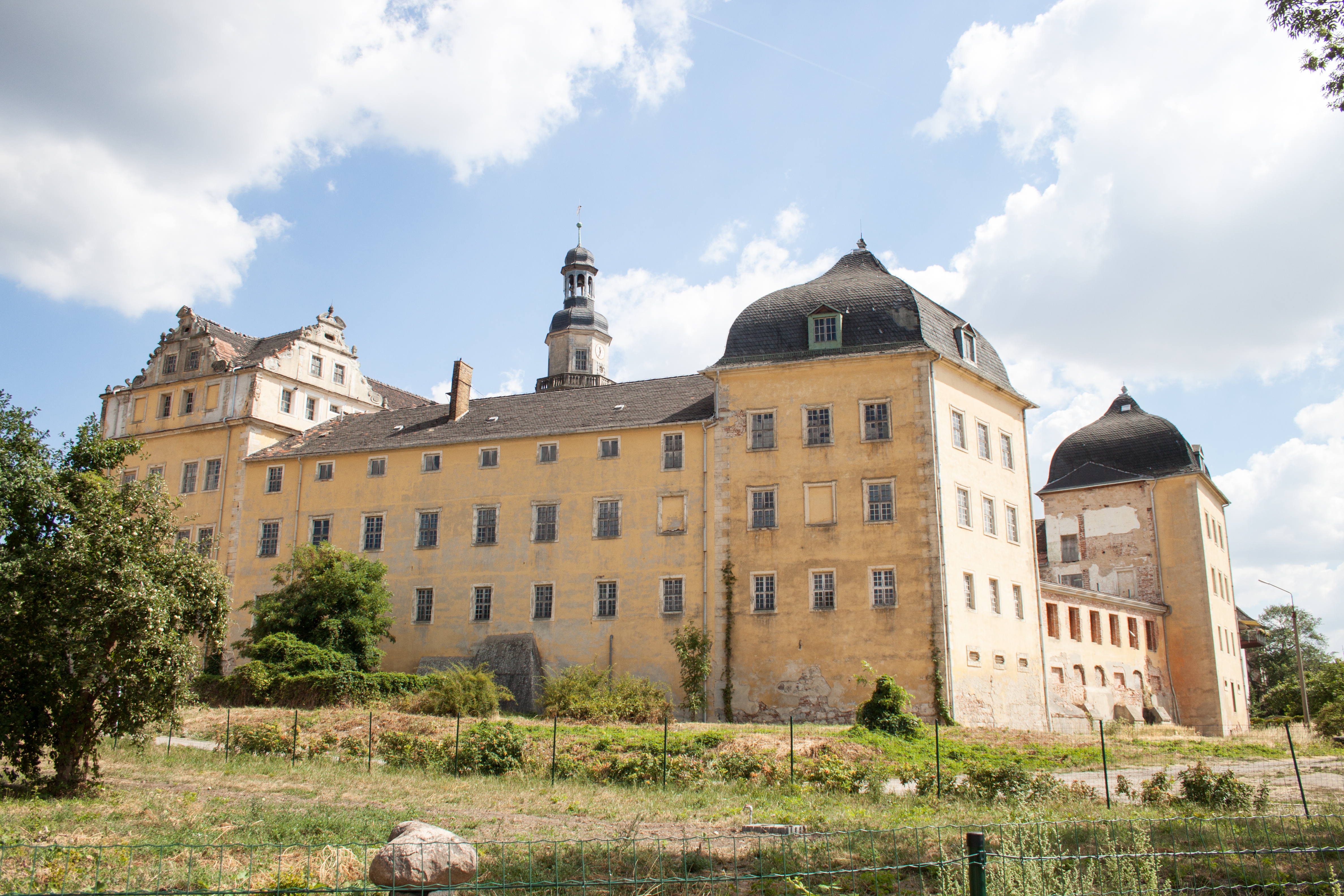
Сучасний вигляд замку Косвіг, 2018

7 листопада 1642 року Магдалена із сином, який досяг повноліття, повернулися до Цербсту. Біля Росслау їх вітали міністри та населення. Княгиню супроводжували дві покоївки та посланець з Ольденбургу. Ввечері у Цербстському замку відбувся пир. Оскільки будівля також постраждала в ході війни, були підготовлені приміщення, необхідні для утримання двору. Магдалена того ж року переїхала до своєї удовиної резиденції — замку Косвіг.
У 1646 році було постановлено, що після смерті бездітного брата Магдалени, який був уже велими старий, сіньйорії Єфер і Кніпгаузен відійдуть до неї або до її сина.
Померла княгиня 14 квітня 1657 року в замку Косвіг. Була похована у князівській крипті церкви Святого Варфоломія у Цербсті. У 1899 році її, як і чоловіка, перепоховали у замковій кірсі Цербсту.
Сінойорія Єферу перейшла у володіння Йоганна, але він помер за два тижні після Антона Ґюнтера. Його старший син Карл Вільгельм тривалий час сперечався за володарювання нею із данською короною.

## Родина
Чоловік — Рудольф Ангальт-Цербстський
Діти:
- Єлизавета (1617—1639) — одружена не була дітей не мала;
- Йоганн (1621—1667) — князь Ангальт-Цербсту у 1621—1667 роках, був одружений з  принцесою Шлезвіг-Гольштейн-Готторпської Софією Августою, мав тринадцятеро дітей.